# Don Cornell

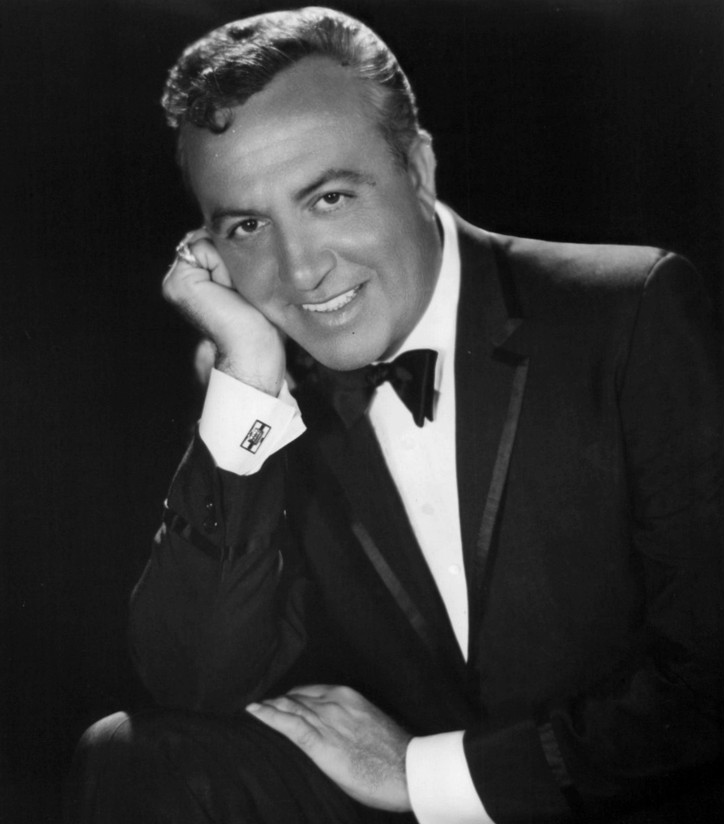
Don Cornell in 1963

Don Cornell (geboren als Luigi Francisco Varlaro) (New York, 21 april 1919 - Aventura, Florida, 23 februari 2004) was een bekende Amerikaanse zanger uit de jaren 40 en 50, met een robuuste bariton-stem.

## Biografie
Cornell begon zijn loopbaan in de groep van trompettist Red Nichols en de bigband van Sammy Kaye. Hierna ging hij solo en met succes: wereldwijd verkocht hij meer dan vijftig miljoen platen. Zijn grootste successen had hij in de periode 1952-1955, toen hij zeven Top 20-hits in de Amerikaanse hitlijsten had. Met de single Hold My Hand stond hij in de herfst van 1954 vijf weken op nummer 1 in Engeland. In de jaren vijftig was hij vaak te zien op de tv. Toen de hits opdroogden werd dat minder. Tevens speelde hij enkele kleine rollen in films en tv-series ('Miami Vice'). In latere jaren werkte hij in de betere clubs, zoals in Las Vegas.
In 1993 werd hij in de Big Band Hall of Fame opgenomen. Hij heeft ook een ster op de Hollywood Walk of Fame.
Don Cornell stierf aan de gevolgen van COPD en diabetes.

## Hits
(Aangegeven zijn de jaren van verschijning en de hoogste notering in de charts van Amerika)
- It Isn't Fair
- I'm Yours 1952 - # 5
- I'll Walk Alone 1952 - # 7
- Hold My Hand 1954 - # 5
- Stranger in Paradise

## Discografie
- Hold My Hand (1985) - Universal
- That's the Chance You Take (2005) - Pegasus

- Biblioteca Nacional de España: XX4809745
- Bibliothèque nationale de France: cb14166548z (data)
- International Standard Name Identifier: 0000 0000 6302 1213
- Library of Congress Control Number: n96055192
- MusicBrainz: e11f9678-7421-4bdc-b815-c39f1738bd7d
- Istituto Centrale per il Catalogo Unico: SBNV033473
- SNAC: w6s30ddb
- Virtual International Authority File: 250149106294468492463